# Theater Frascati
Frascati is een theater in het centrum van Amsterdam, dat de beschikking heeft over twee locaties in de Nes: Frascati 1, 2 en 3 en Frascati 4.

## Geschiedenis
Frascati werd in 1824 gebouwd als ontspannings- en concertzaal bij een gelijknamig 18de-eeuws koffiehuis. Vanaf 1879 tot 1927 was er ook een Frascati-Schouwburg aan de Plantage Middenlaan, op de locatie waar nu Desmet is gevestigd. Jaarlijks presenteert Frascati ruim 700 verschillende nationale en internationale voorstellingen en produceert het zo'n vijftien grote en kleine producties. Daarnaast programmeert Frascati regelmatig in Vlaams Cultuurhuis de Brakke Grond. 

## Frascati 1, 2 en 3
Frascati beschikt over drie zalen in de Nes, waar toonaangevend werk uit binnen- en buitenland wordt getoond. De vaste gezelschappen van Frascati vormen het hart van de programmering. Te zien zijn voorstellingen van onder andere Dood Paard, Toneelgroep Oostpool, Toneelgroep Amsterdam, De Warme Winkel en Theater Utrecht. Naast de programmering van de vaste groepen programmeert Frascati regelmatig toonaangevend internationaal werk. 

## Frascati 4
Frascati 4 (voorheen de Engelenbak) op Nes 71 bestaat uit een theaterzaal en een aantal kleinere studio's. De rol van De Engelenbak als theaterlaboratorium is overgenomen door Frascati 4. Studenten van de Amsterdamse Theaterschool maken gebruik van deze zaal. Ook wordt werk getoond van jong talent en vinden er onderzoeksprojecten en debatavonden plaats. Tot eind 2013 was hiervoor ook de locatie Frascati WG (van 1997 tot 2008 Het Gasthuis, na 2013 Het Amsterdams Theaterhuis) op het Wilhelmina Gasthuis-terrein in gebruik.

## Dwarsprogrammering
Frascati organiseert bij tijd en wijle een uitzonderlijk evenement dat losstaat van de normale programmering. Voorbeelden hiervan zijn Breakin' Walls en Something Raw. Breakin' Walls is de titel van een jaarlijks dans- en performancefestival voor een jong publiek, dat ontwikkeld wordt door een jongerenredactie onder leiding van een programmeur.

## Frascati Producties
Onder de naam Frascati Producties produceert Frascati jaarlijks ongeveer tien voorstellingen van de meest getalenteerde theatermakers, variërend van klein en onderzoekend tot complete tourneevoorstellingen. Frascati biedt onderdak aan professionele theatermakers vanuit allerlei disciplines: zowel teksttoneel, fysiek- en beeldend theater als nieuwe media en moderne dans vinden onderdak bij Frascati. Maatgevend is het overtuigende talent.
Makers van wie Frascati succesvol het werk heeft geproduceerd, zijn bijvoorbeeld Jetse Batelaan, Sabri Saad El Hamus, Ivana Müller en Marcus Azzini, Laura van Dolron, Marjolijn van Heemstra, Sarah Vanhee, Lucas De Man, Andrea Bozic en Joachim Robbrecht.